# Chaetophyes lubricans
Chaetophyes lubricans är en insektsart som beskrevs av Maa 1963. Chaetophyes lubricans ingår i släktet Chaetophyes och familjen Machaerotidae. Inga underarter finns listade i Catalogue of Life.